# Centilong
Centilong är ett sätt att ange klädstorlek, främst för barnkläder (fast det finns storlekar ända upp till 190). Storleken baseras på personens längd i centimeter. Vidden brukar anges som B, C eller D, där C är normalvidd, B något smalare än normalt, D något vidare. Centilongsystemet har vid spridning internationellt; i Sverige introducerades det 1956.

## Källhänvisningar
1. ↑  "centilong". NE.se. Läst 24 november 2014.